# Batalla de Grècia
La batalla de Grècia, també dita operació Marita (alemany: Unternehmen Marita) fou una batalla de la Segona Guerra Mundial que es va desenvolupar sobre Grècia i Albània, durant la primavera de 1941. Va enfrontar les forces de l'Eix contra els Aliats de la Segona Guerra Mundial (Grècia i Commonwealth). Amb la batalla de Creta i diverses altres accions navals, la batalla de Grècia forma part del teatre egeu de la Campanya dels Balcans.
La batalla de Grècia fou la continuació de la guerra italo-grega començada a la tardor de 1940. El 28 d'octubre de 1940, Itàlia envaeix Grècia a partir d'Albània que ocupava ja des de l'abril de 1939. Tanmateix, l'exèrcit grec provà que podia resistir i contraatacà, forçant l'exèrcit italià a batre's en retirada. Cap a mitjans de desembre, els grecs ocupen al seu torn un quart del territori albanès. El març de 1941, una nova ofensiva italiana fracassa, posa fi a les pretensions italianes a Grècia, i obliga Alemanya a intervenir per venir en ajuda al seu aliat.
El 6 d'abril de 1941, Alemanya envaeix Grècia des de Bulgària per tal de tranquil·litzar el seu front sud. L'exèrcit grec àmpliament inferior en nombre i en equipament s'esfondra. Atenes cau el 27 d'abril de 1941, mentre la Commonwealth aconsegueix a evacuar a prop de 50.000 homes. La batalla de Grècia s'acaba el 28 d'abril de 1941 amb la caiguda de Calamata. Al final de la batalla de Grècia, el país és dividit en tres zones d'ocupació entre els alemanys, els Búlgars i els italians, fins a la retirada de les tropes italianes el 1943 i la derrota dels alemanys l'octubre de 1944.
La batalla de Grècia és considerada per certs historiadors com a decisiva en el curs de la Segona Guerra mundial. ja que la invasió de Grècia va fer sens dubte impossible un acord entre Hitler i Stalin a propòsit de les seves àrees d'influència respectives. La resistència dels soldats grecs va ser elogiada tant pels Aliats com pels alemanys.

## Context
Al final de 1940, Alemanya ocupa la major part de l'Europa occidental. Gelós de les victòries del seu aliat, Mussolini vol provar que pot portar Itàlia a conquestes militars similars. El 1939, Itàlia ocupa ja Albània i diverses places fortes de la Commonwealth britànica a l'Àfrica del Nord. Mussolini, que considera l'Europa del Sud-est com a part integrant de l'àrea d'influència italiana, decideix envair Grècia, considerada llavors com un adversari fàcil
La vida política grega del període d'entreguerres és caòtica. Durant la Primera Guerra Mundial, Grècia, sota l'impuls d'Elevthérios Venizelos, arriba al camp dels Aliats quan el rei Constantí I de Grècia, cunyat de l'Emperador alemany Guillem II de Prússia, és més aviat germanòfil. Aquesta adhesió permet a la Grècia de formar part dels vencedors del conflicte i de recuperar sobre Bulgària la Tràcia occidental i la costa egea al voltant d'Alexandrúpoli. El 1920, el tractat de Sèvres li atribueix, en detriment de Turquia, la Tràcia oriental, les illes d'Imbros i Ténédos, i la regió d'Esmirna. Únicament la República Autònoma de l'Epir del Nord, donada a Albània, se li escapa.
Però el 1921, Grècia entra en guerra contra Turquia i el conflicte es converteix en un desastre per a Grècia. La derrota obliga el rei Constantí a l'exili, mentre que Grècia perd tots els seus territoris a Àsia menor i una part de Tràcia. El cap del govern i el cap d'estat major de l'exèrcit són jutjats culpables d'aquesta derrota en el moment del Procés dels sis i executats. A més, el Tractat de Lausana comporta un intercanvi de població entre els dos països: prop d'1.300.000 grecs d'Àsia menor són repatriats a Grècia. Aquesta afluència de població per a un país que no comptava més que amb 4,5 milions d'habitants es va saldar amb una greu crisi econòmica i una inestabilitat política.
Després del fracàs d'una presa de poder comunista el novembre del 1923, Venizelos reprèn el poder i el rei Jordi II de Grècia abdica. Però la jove república grega coneix tota una sèrie de crisis i se succeeixen no menys d'una quinzena de governs fins a 1935, any de l'abolició de la República per Geórgios Kondýlis i de la tornada de Jordi II. El 1936, Ioannis Metaxàs, conegut per al seu anticomunisme i el seu antiparlamentarisme, és cridat al poder pel rei. Instaura una dictadura que posa fi a deu anys d'inestabilitat política. Aboleix la constitució, dissol el parlament, prohibeix els partits polítics i exalta la grandesa grega.

### Context econòmic
La Grècia de 1940 és un país rural, endeutat i econòmicament dependent. Es pot considerar que és quasi un protectorat britànic tant el camp polític, econòmic i financer. El 1940, El PNB per habitant és de 61 dòlars, és a dir aproximadament 9 vegades menys que els 560 dòlars per habitant de la Gran Bretanya. L'estat de pobresa del país fa que un 40% de la població visqui per sota del llindar de pobresa, segons les normes governamentals, sobre la base del seu règim alimentari pobre i per la presència de malalties endèmiques com la tuberculosi (prop de 15.000 nous casos cada any) i la malària (Grècia consumeix un 5% de la quinina venuda al món).
Dels 7.344.000 habitants del país, prop de 5 milions són rurals. Es percep, d'altra banda, que hi ha forts contrastos entre les tres principals ciutats i la resta del país. Atenes, Tessalònica i Patres coneixen la indústria, l'electricitat i el tramvia però a les muntanyes, que representen un 70% del territori, els pobles són mancats de serveis elementals tals com escoles, carreteres o oficines de correus. Un terç de la població és analfabeta, i la meitat no acaba els quatre anys d'ensenyament obligatori.
Grècia es veu durament afectada per la crisi econòmica dels anys 1930. L'essència de les exportacions del país (71,5%) prové de tres productes: el tabac (un 50% de les exportacions), les panses i l'oli d'oliva, d'on la fragilitat del país de cara a la crisi mundial dels anys 1930 que afecta prioritàriament aquests productes de semiluxe. Des de 1932, es va declarar incapaç de pagar els interessos del seu deute, el 70% del qual el té amb la Gran Bretanya. Alemanya, que compra a Grècia molt més del que li ven., aprofita aquestes circumstàncies per passar acords comercials amb Grècia, important tabac contra productes industrials, i després material militar, la qual cosa provoca les protestes britàniques contra un govern que és considerat germanòfil. En efecte, el Primer Ministre, i dictador de tipus feixista, Ioannis Metaxàs, militar de carrera, va ser format a Alemanya; era considerat tan proalemany, que en el moment de la crisi política de l'«Ethnikos Dikhasmos» («Cisma Nacional») de 1915-1916, va ser exiliat al mateix temps que el rei.

### Amenaces exteriors
Grècia té consciència que els seus veïns amenacen la seva sobirania. Si des de la proclamació de la República el 1924 la diplomàcia va disminuir les tensions amb Sèrbia i Turquia i garantí les fronteres de Grècia, quedà no obstant això el perill búlgar. Bulgària lamenta l'època de la Gran Bulgària dibuixada pel Tractat de San Stefano, la Tràcia occidental, búlgara de 1913 a 1918 i la Macedònia oriental que va ocupar durant la Primera Guerra mundial. Des de 1936, Ioannis Metaxàs, que veu en aquest veí l'enemic més perillós, va fer construir la Línia Metaxàs, una línia fortificada al llarg de la frontera amb la Bulgària inspirada de la Línia Maginot. Però Metaxàs es veu obligat a reconèixer que Mussolini s'ha convertit l'enemic prioritari. Els imperialismes grecs i italians ja s'havien oposat després de la Primera Guerra Mundial a Albània i a Anatòlia; i el bombardeig de Corfú en setembre de 1923, havia ensenyat que el contenciós no estava tancat. Les cobdícies italianes es precisen en el moment de la invasió d'Albània per Itàlia en abril de 1939. Itàlia construeix llavors al sud d'Albània un aeroport i carreteres dirigides cap a Grècia.

### Invasió italiana i contraatac grec
La guerra italo-grega comença el 28 d'octubre de 1940, quan l'ambaixador d'Itàlia a Grècia, Emanuele Grazzi presenta un ultimàtum al primer ministre grec, Ioannis Metaxàs. Mussolini exigeix el lliure pas de les seves tropes per tal d'ocupar indrets estratègics no definits sobre el territori grec. Metaxàs rebutja l'ultimàtum, un fet commemorat des d'aleshores com el Dia Del No. Itàlia envaeix Grècia des d'Albània fins i tot abans de la fi de l'ultimàtum.
Els italians travessen el riu Kalamas i es dirigeixen cap a Ioànnina, però són ràpidament rebutjats per l'exèrcit grec, que inicia una persecució, en principi a territori grec, després ja a la mateixa Albània. Després de tres setmanes d'ofensiva, el territori grec és completament alliberat i el contraatac prossegueix. Aquesta és dut a terme amb èxit pels grecs fins i tot després de l'arribada de reforços italians. Korçë, la ciutat més gran d'Albània, és presa pels grecs el 13 de novembre, Pogradec i Gjirokastër el 4 de desembre, Himare el 24 i Kelcyre el 10 de gener.

### Segona ofensiva italiana
Després de setmanes de lluites infructuoses en el transcurs de l'hivern 1940-1941, Itàlia llança una segona ofensiva el 9 de març de 1941. Malgrat la superioritat numèrica de l'exèrcit italià., l'ofensiva fracassa de nou i després de només una setmana i 12.000 morts, Mussolini posa fi a aquesta segona ofensiva. Deixa Albània dotze dies més tard i deixa a Alemanya la tasca d'intervenir. Després de sis mesos de combats contra Itàlia, l'exèrcit grec, encara que victoriós, està esgotat i incapaç de fer front a una eventual invasió alemanya. De més, la major part de l'exèrcit es troba concentrat a Albània i no pot lluitar de manera eficaç contra una nova invasió.

## Hitler decideix envair Grècia
Hitler no té verdaderament ganes d'envair Grècia. Atribueix, almenys parcialment, la derrota de les forces de l'Europa central en el moment de la Primera Guerra Mundial al seu compromís als Balcans. Li és, d'altra banda, difícil, deixar caure el seu aliat italià. La presència britànica a Grècia és el que preocupa més el Führer. És una amenaça sobre el seu flanc dret en els seus projectes cap a la Unió Soviètica. Hitler vol, de totes totes, fer fora els britànics de Grècia, perquè la seva presència amenaça els camps petrolífers romanesos. Prepara doncs totes les solucions possibles : la diplomàcia i la guerra. El novembre de 1940, el cap de l'Abwehr, Wilhelm Canaris manté una trobada amb l'ambaixador grec a Alemanya, l'almirall Argyropoulos i li proposa la mediació alemanya en el conflicte amb Itàlia. Berlín imposaria un alto el foc i interposaria tropes entre els bel·ligerants, Grècia mantindria els territoris albanesos conquerits. A canvi, Atenes es comprometria a obligar les tropes britàniques estacionades a Grècia a evacuar el país. La mateixa proposició és feta per l'ambaixador alemany a Atenes al ministre grec de l'interior. En els dos casos, Grècia no respon, preferint que les proposicions siguin fetes per la via diplomàtica oficial, per tal de donar-los més pes.
Hitler decideix, mentrestant, en paral·lel, de preparar una intervenció militar. El 4 de novembre de 1940, o sigui set dies després del començament de la invasió de Grècia per Itàlia., demana al seu estat major que prepari una intervenció al nord de Grècia a partir de Romania, via Bulgària. Considera privar la Gran Bretanya de totes les seves bases a la Mediterrània., tenint en compte que la invasió de Grècia forma part d'un pla de major envergadura, que inclou igualment l'ocupació de Gibraltar i de l'Àfrica del Nord. Des del 12 de novembre, la directriu n° 18 planifica les operacions simultànies contra Gibraltar i Grècia per al gener de 1941.
El desembre de 1940, els plans alemanys són modificats quan Franco rebutja la idea d'un atac contra Gibraltar. En conseqüència, Alemanya es trasllada de manera única a Grècia. Però per intervenir a Grècia, Hitler ha d'obtenir, prèviament, l'acord de Boris III de Bulgària així com el de la Unió Soviètica que considera Bulgària com formant part de la seva àrea d'influència. El 12 de novembre, Hitler es reuneix amb Molotov amb l'objectiu d'obtenir el seu acord, cosa que aquest li nega. El 18 de novembre, li toca el torn de ser rebut al rei Boris, per evocar l'eventualitat d'una ofensiva germano-búlgara a Grècia. Conscient de l'afecte del poble búlgar per Rússia, Boris refusa la proposició de Hitler de signar el pacte tripartit, i prefereix esperar el dia abans de les operacions per fer-ho. El 28 de novembre, Hitler comença converses amb el ministre d'afers exteriors iugoslau. Li proposa una sortida sobre el mar Egeu amb la ciutat de Tessalònica a canvi de la firma d'un pacte de no-agressió germano-italo-iugoslau. El 13 de desembre de 1940, Hitler signa la directriu n° 20 que fixa les modalitats d'invasió de Grècia, cinc dies abans de signar el pla Barbaroja. El pla preveu que el març de 1941, quan el temps sigui més favorable, les tropes alemanyes envairan la costa nord de la mar Egea i, en cas necessari, el país sencer. El 5 de gener de 1941, aproximadament 80.000 soldats alemanys són concentrats a Romania.

## L'ajuda britànica i els tractats diplomàtics

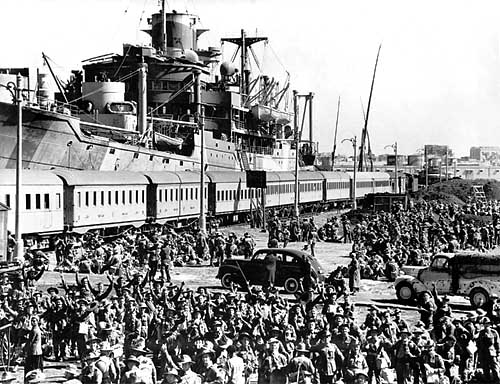
Tropes australianes embarcant-se al Caire

El 1939, el Regne Unit havia garantit una ajuda militar a Grècia si la seva integritat territorial es veia amenaçada. L'interès principal de la Gran Bretanya era que Creta no caigues a mans enemigues. L'illa era en efecte considerada com una defensa natural d'Egipte (i per tant del Canal de Suez i de la ruta de les Índies). La manera com els grecs havien rebutjat els italians entusiasmà l'opinió pública britànica, i el mateix primer ministre Winston Churchill creia que seria deshonrós no envia'ls-hi ajuda. Així, el novembre de 1940, cinc esquadrons de la RAF (caces i bombarders lleugers) a les ordres de John d'Albiac són enviats a ajudar l'exèrcit de l'aire hel·lènic. Simultàniament, a partir del 3 de novembre i amb el consentiment del govern grec, les tropes britàniques ocupen Creta amb l'objectiu d'alliberar la 5a divisió grega de Creta i per poder enviar-la al front albanès.
Abans, algunes veus s'havien alçat entre els oficials britànics contra el fet de comprometre tropes a Grècia, car el seu nombre ja era limitat a l'Àfrica del Nord. Pel seu costat, els grecs tenien por de provocar els alemanys concentrant tropes a la frontera, però van ser incitats a resistir a la invasió si s'hagués de produir. El gener de 1941, en el moment d'una trobada amb el comandant en cap dels exèrcits britànics a l'Orient Mitjà, Archibald Wavell, el comandant en cap dels exèrcits grecs, Aléxandros Papágos, demana el reforç de nou divisions per tal d'apostar-les sobre la frontera grecobúlgara. Quan Wavell respon que no pot oferir més que dues o tres divisions, l'oferta és rebutjada, car es considerava inadequada; no faria més que apressar la intervenció d'Alemanya. Churchill espera recrear el Front dels Balcans de la Primera Guerra Mundial gràcies a la participació de Iugoslàvia i de Turquia i envia Anthony Eden i John Dill a la regió per a negociacions. La idea és llavors d'aportar a Grècia una ajuda suficient per mantenir-la en la guerra, però sense desguarnir massa les tropes que defensen Egipte. A més, el front grec constitueix una extensió del conflicte i obligaria en un futur Hitler a desguarnir i, per tant, debilitar altres teatres d'operacions.

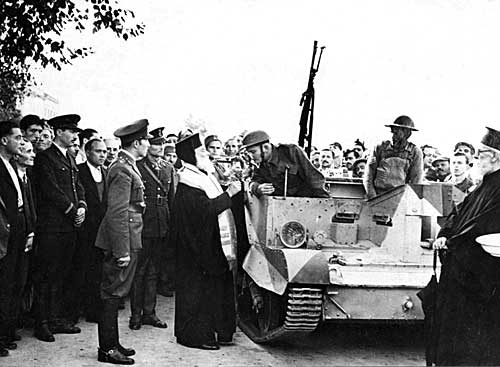
Un sacerdot ortodox cretenc beneeix soldats britànics a Creta abans del seu embarcament cap a Grècia.

La decisió d'enviar a Grècia tropes de la Commonwealth és presa el 22 de febrer de 1941. En el moment d'una trobada al palau reial de Tatoi, Anthony Eden anuncia que la Gran Bretanya es prepara a enviar 100.000 homes, 142 tancs, alguns centenars de canons i cinc nous esquadrons de caces., unes tropes amb prou feines suficients per resistir a les tropes alemanyes que es continuen congregant a Romania: 23 divisions i 500 avions. Bulgària s'uneix a l'Eix l'1 de març de 1941. Quan les tropes alemanyes franquegen el Danubi, la invasió es fa imminent. 58.000 britànics, australians i neozelandesos són destacats a Grècia el març de 1941, en el moment de l'Operació Lustre, composta de la 6e divisió australiana, de la 2a divisió neozelandesa i la 1a brigada de blindats britànic, conegudes sota el nom de Força "W", car es troben sota les ordres del General Henry Maitland Wilson. En principi assignada a Grècia, la Brigada independent dels Carpats polonesa i la 7a divisió australiana són mantingudes a l'Àfrica per Wavell a causa de l'empenta d'Erwin Rommel a Cirenaica.
Anthony Eden no aconsegueix convèncer Turquia de sortir de la seva neutralitat, mentre que Iugoslàvia, sota pressió alemanya, romanceja fins que s'uneix a l'Eix el 25 de març. El 27 de març, es produeix un cop d'estat promogut pels serbis, però massa tard per permetre la creació de l'aliança amb què somia Churchill.

## Preparatius militars

### Topografia
Per entrar al nord Grècia, els alemanys han de salvar el massís del Ròdope, on només alguns colls i algunes valls permeten el pas d'un exèrcit. Dues carreteres permeten una invasió: una a l'oest de Kyoustendil, al llarg de la frontera búlgaro-iugoslsava; el segon a través de la vall de l'Estrímon, cap al sud. Les carreteres muntanyoses molt escarpades i sinuoses no poden acollir el pas dels vehicles més grans fins que les tropes d'enginyers els ampliïn. Sols la infanteria i els animals poden avançar per aquestes carreteres. Les fortificacions gregues al llarg de la frontera amb Bulgària estan molt ben adaptades a aquest terreny difícil., i un sistema de defensa cobreix les poques rutes existents.
Al llarg de la frontera amb Iugoslàvia, s'aixeca una altra cadena muntanyosa, on només hi ha dos congostos que permetin el pas de tropes: un que va de Monastir a Florina, el segon al llarg del Vàrdar. Fora d'aquests congostos, els alemanys es veurien obligats a franquejar nombroses muntanyes que barren l'accés cap a l'interior del país. Més a l'oest, s'aixequen els muntanyes del Pindos, que s'estenen des d'Albània fins ben endins del territori grec, mentre que l'Olimp i la cadena de les Termòpiles obstrueixen la part est de la península.
Finalment, les muntanyes del Peloponès traven el sosteniment d'operacions militars a les regions sud de Grècia. A més a més d'aquesta topografia difícil, les tropes haurien de fer de cara a regions poc habitades, a recursos d'aigua limitats, i a un clima poc clement amb fortes temperatures.

### Estratègia i disposició de les tropes aliades
El terreny muntanyós de Grècia sembla fet per a la defensa tant les altes cadenes dels Ròdopes, de l'Èpir, del Pindos o del mont Olimp ofereixen possibilitats per parar l'enemic. Tanmateix, el defensor ha de posseir prou de suport aeri per evitar que els congosts esdevinguin trampes per a les seves tropes. A més, si bé sembla fàcil de rebutjar un invasor que es precipita des d'Albània, la part nord-est del país és més difícil de defensar contra un atac que vingui del nord.
Malgrat l'evidència creixent del pas del Danubi per les tropes alemanyes a Bulgària al començament de la primavera 1941, les forces gregues i de la Commonwealth són tanmateix incapaços d'establir un front coherent a causa de desacords entre els seus comandaments respectius.
Els grecs desitgen batre's sobre la Línia Metaxàs, una línia de fortificacions construïda en els anys 1930 al llarg de la frontera greco-bulgara. Esperen així treure avantatge de la dificultat natural del terreny i de les fortificacions establertes, i protegir així el port estratègic de Tessalònica. Tanmateix subestimen el fet que les tropes i l'equip disponibles no són verdaderament adaptats més que per a una resistència simbòlica i que la Línia Metaxàs és vulnerable a un atac sobre el flanc, portat des de la vall del Vàrdar, que es faria possible si la neutralitat de Iugoslàvia fos violada. Obsessionada per la seva rivalitat amb Bulgària, i confiada en les seves bones relacions amb els Iugoslaus, Grècia deixa la seva frontera amb Iugoslàvia àmpliament desguarnida.
Després de les trobades de març de 1941 a Atenes, els britànics pensen que ells i els grecs han de començar immediatament a ocupar la Línia Aliakmon. que s'estén de la ciutat d'Edessa en direcció al sud-est fins al delta del Vàrdar. L'avantatge d'aquesta posició és que requereix menys forces i que ofereix més temps per preparar les posicions defensives. No obstant això, allò implica igualment abandonar gairebé tot el nord Grècia, el que semblava inacceptable als ulls dels grecs a la vegada per raons polítiques però també psicològiques. A més, el flanc esquerre d'aquesta línia és susceptible de sofrir els atacs alemanys des de la vall de Monastir a Iugoslàvia. Papágos prefereix esperar, al principi, la resposta del govern iugoslau quant a les seves intencions, i proposa continuar ocupant la Línia Metaxàs i no retirar les seves tropes d'Albània. Papágos espera treure avantatge del terreny difícil i de les fortificacions establertes, i així protegir Tessalònica, que és un port estratègic.
Per bé que els Britànics s'adonen plenament de fins a quin punt la frontera grega és feblement defensada., deixen tanmateix els grecs actuar al seu aire. Dill accepta els plans de la Línia Metaxàs i l'acord és ratificat pel govern britànic el 7 de març. Els britànics no desplacen tanmateix les seves tropes més al nord, sobre la Línia Metaxàs, ja que Wilson considera que les seves tropes són massa poc nombroses per mantenir un front tan estès. En lloc d'això, disposa els seus homes, com estava previst, al llarg de la Línia Aliakmon, amb la preocupació de mantenir el contacte amb el primer exèrcit grec situat a Albània, i d'oposar-se millor a l'accés dels alemanys al centre de Grècia.
El 28 de març, les forces gregues de la 12a i 20a divisions d'infanteria posicionades a Macedònia central són col·locades sota l'ordre del general Wilson que estableix el seu quarter general al nord-oest de Larissa. Els neozelandesos prenen posició al nord del mont Olimp i els australians bloquegen la vall de l'Aliakmon fins als monts Vermion. La RAF continua operant des dels aeròdroms situats en el centre i el sud del país. Les tropes britàniques estan gairebé totes motoritzades però el seu equip és fet per al desert i no per a les carreteres muntanyoses de Grècia. Els falten carros d'assalt i bateries antiaèries. De més, les línies de comunicacions a través del Mediterrani són molt vulnerables, fins i tot si la Navy domina el Mar Egeu. Els problemes logístics són agreujats per la disponibilitat limitada en vaixells i per la feble capacitat d'acollida dels ports grecs.
Finalment, el 5è exèrcit iugoslau ha d'assegurar la defensa de la seva frontera sud-est, entre Kriva Palanka i la frontera grega. Però en el moment en què els alemanys es preparen a atacar, les tropes iugoslaves no estan completament mobilitzades i els manquen armes i equipament modern.

### Estratègia de les tropes alemanyes
El pla d'atac alemany és influenciat per l'experiència de la batalla de França. Recolza sobre la hipòtesi que, després del conflicte italo-grec, als grecs els falten homes per defensar les seves fronteres amb Iugoslàvia i Bulgària. Comprometre les divisions blindades directament cap als punts més febles de la defensa hauria d'aportar la llibertat de maniobra necessària per endinsar-se força al territori enemic, més que enviant d'entrada la infanteria per forçar l'accés als congostos. Després d'haver perforat el sistema defensiu del sud de Iugoslàvia, la Línia Metaxàs es trobaria desbordada per les tropes alemanyes que entren a Grècia des de Iugoslàvia. La presa de Monastir i de la vall de l'Axios es revela essencial en la realització de tal estratègia.
El cop d'estat a Iugoslàvia aporta canvis sobtats en els plans alemanys. La directriu n°25, rebuda pel quarter general el matí del 28 de març, ordena al 12è exèrcit de reagrupar-se de tal manera que una força constituïda de manera gairebé única d'unitats mòbils estigui disponible per atacar Belgrad via Niš. Al vespre del 5 d'abril totes les tropes previstes per a la invasió de Iugoslàvia i de Grècia estan llestes per passar a l'acció.

## La invasió alemanya
El 6 d'abril a les 5h30, l'ambaixador alemany a Atenes, el príncep Erbach, remet una nota al Primer Ministre Alexandros Korizis. Alemanya anuncia que Grècia ha violat la neutralitat que havia mantingut i que per tant, les tropes alemanyes han entrat en territori grec. L'exèrcit alemany envaeix així el nord de Grècia i llança de manera simultània una ofensiva contra Iugoslàvia.

### L'obertura a través de Iugoslàvia i la presa de Tessalònica

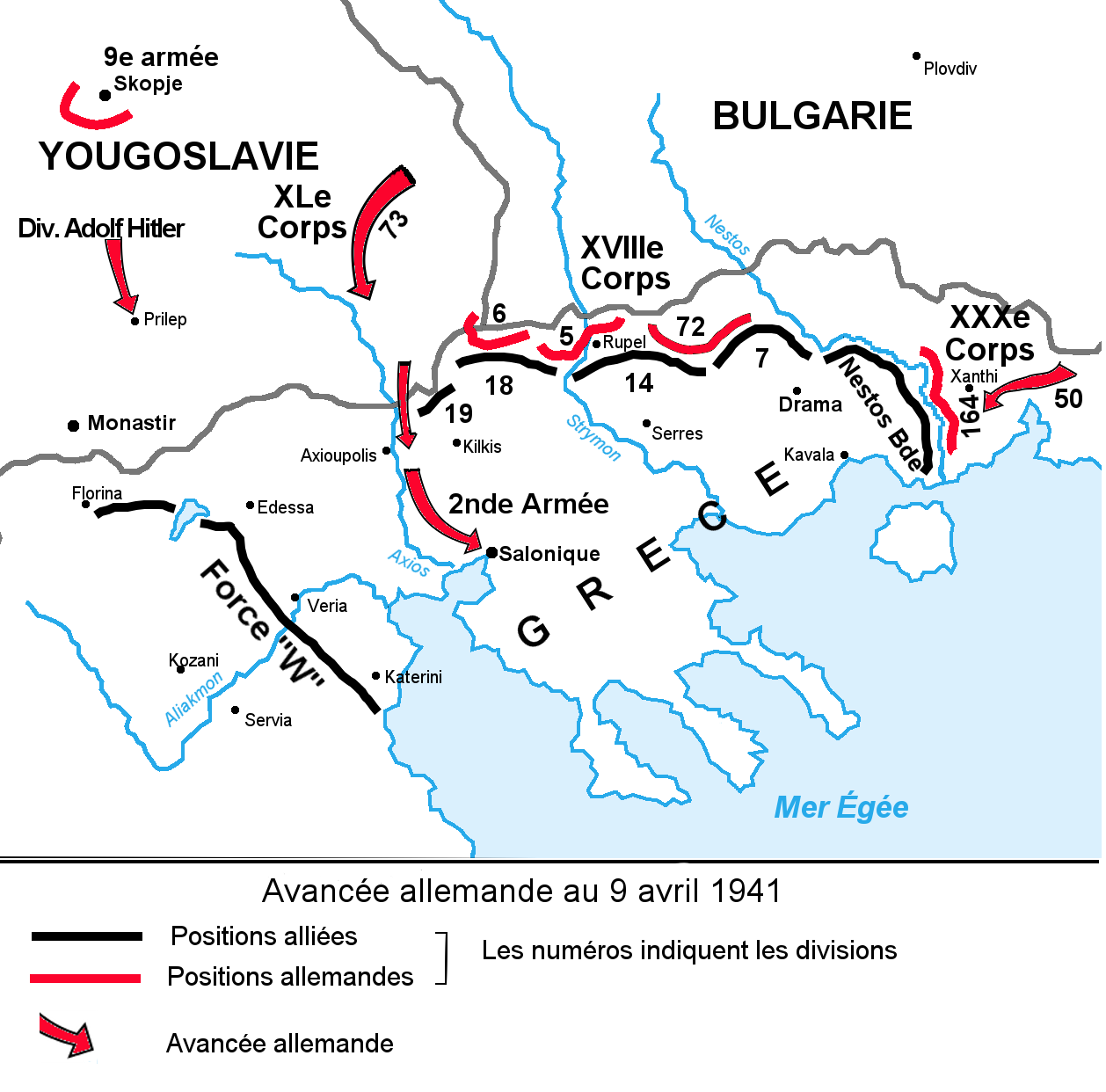
Mapa que mostra les línies del front el 9 d'abril de 1941. Els números indiquen divisions

A primera hora del 6 d'abril, l'exèrcit alemany envaeix Grècia i Iugoslàvia i la Luftwaffe comença a bombardejar Belgrad. El XL Panzer Corps salva la frontera iugoslava en dos punts a les 5 hores 30. La tarda del 7, els alemanys entren a Skopje, després prenen Prílep el 8. La línia de ferrocarril entre Tessalònica i Belgrad, un dels objectius estratègics del camp en la perspectiva de tallar la Iugoslàvia dels seus aliats, és assolida.
Els alemanys són llavors en condicions favorables per continuar l'ofensiva. El vespre del 9 d'abril, el general Georg Stumme desplega les seves forces al nord de Monastir, llestes per salvar la frontera grega cap a Florina, Edessa i Kateríni.
Mentre alguns destacaments cobreixen la defensa de l'exèrcit alemany en cas d'atac llançat des del centre de Iugoslàvia, la resta de la 9a divisió Panzer fa camí cap a l'oest per unir-se amb els italians a la frontera albanesa.
La 2a Divisió Panzer, que havia entrat també a Iugoslàvia el 6 d'abril, havia avançat al mateix temps avançat cap a l'oest a través de la vall del Estrímon, trobant bastant poca resistència de part de l'exèrcit iugoslau, però va ser retardada pels camps de mines i les carreteres fangoses. No obstant això, la divisió ateny el seu objectiu del dia: la ciutat de Strumica. El 7 d'abril, un contraatac iugoslau llançat contra el flanc nord de la divisió és rebutjat, i el dia seguint la 2a divisió passa les muntanyes i sobrepassa la 19a divisió d'infanteria grega estacionada al sud del Llac Dojran. Malgrat nombrosos retards sobre les carreteres estretes, un destacament de blindats entra a Tessalònica el matí del 9 d'abril sense que hi hagi combat. A 14 h, el tinent-general grec Constantinos Vakalopoulos i el tinent-general alemany Veiel signen l'acord de capitulació de Tessalònica. Els combats acaben a les 16 h. Missatgers alemanys es presenten llavors als diversos forts de la línia Metaxàs encara no capturats. Anuncien la capitulació de Tessalònica i demanen la rendició dels forts. Alguns responen que els forts no es poden rendir, que han de ser presos (Fort Rupel), altres accepten únicament un alto el foc, pocs capitulen.

### La Línia Metaxàs
La Línia Metaxàs és defensada per la Secció de Macedònia Oriental (Tμήμα Στρατıάς Ανατολικής Μακεδονίας o TΣΑΜ), dirigida pel general Konstantinos Bakopoulos i composta de 7a, 14a i 17a divisions d'infanteria, molt mal equipades. Les fortificacions transcorren sobre aproximadament 170 km des del riu Nestos a l'est, abans de vorejar la frontera búlgara fins als Monts Kerkini prop de la frontera iugoslava. Les fortificacions són concebudes per acollir 200.000 homes però tan sols són defensades per 70.000 soldats. Per causa d'aquest reduït nombre de soldats, les línies defensives són extenses i primes. A més, la TΣAM es troba molt poc equipada quant a defenses antiaèries i anticarros, atès que la majoria d'aquests equips són mobilitzats sobre el front albanès. Els únics reforços enviats per Bakopoulos seran la 19a, 20a i 12a divisions de l'exèrcit de Macedònia Central, a les quals els falten homes i estan equipades amb armes obsoletes.
Les tropes alemanyes del 12è exèrcit entren a Grècia el 6 d'abril a les 5h15, abans de l'anunci de l'atac per l'ambaixador del Reich. L'ofensiva inicial contra la línia Metaxàs pels caçadors de muntanya troba una resistència feroç de part dels grecs i no es tradueix més que en èxits limitats. Un informe alemany establert al vespre del primer dia menciona que els alemanys són rebutjats al coll Roupel malgrat l'intens suport aeri i que experimenten dures pèrdues. Al mateix temps, el port del Pireu és bombardejat. El transport britànic Clan Fraser explota, amb 200 tones de TNT a bord. Dos altres vaixells que transporten municions exploten al seu torn. En total, onze vaixells s'enfonsen en el moment de l'atac. El port del Pireu esdevindrà inutilitzable fins al final de la guerra.
L'historiador Christopher Buckley escriu, «els forts assalts contra la Línia Metaxàs van ser rebutjats amb l'energia de la desesperança…; Els defensors van ser atacats per onades per la infanteria, bombardejats pels Stukas, mortificats per l'artilleria pesant o lleugera…; Les forces d'assalt equipades amb llançaflames, amb granades i amb càrregues explosives van agafar avantatge en els combats pròxims.». Després d'una jornada de combat, només dos dels vint-i-quatre forts que componen la Línia Metaxàs cauen a mans alemanyes abans de ser destruïts.
El 7 d'abril, l'ofensiva sobre els forts de la línia Metaxàs prossegueix. L'exèrcit alemany recorre als gasos asfixiants per prendre tres nous forts. El primer, segon i tercer batallons de guàrdies fronterers de la brigada Hebrus es repleguen a Turquia on són desarmats. El major general de reserva Ioannes Zeses, comandant de la brigada Hebrus, se suïcida a Ypsala a Tràcia Oriental, abans d'acceptar ser desarmat, el 9 d'abril.

### Capitulació del segon exèrcit grec
El vespre del 8 d'abril, el XXX cos d'infanteria assoleix el seu objectiu: la 164a divisió d'infanteria captura la ciutat de Xanthi, mentre la 50a divisió d'infanteria s'endinsa més enllà de Komotini. Malgrat una forta resistència grega, les fortificacions i les tropes són encara més febles que a l'oest del Nestos. Per contra, les carreteres són encara més impracticables que en la resta del país. El 9 d'abril, el segon exèrcit grec capitula sense condicions després de la desfeta de les tropes a l'est del Vàrdar.
El 9 d'abril, el mariscal List estima que amb l'avanç ràpid de les unitats mòbils, el 12è exèrcit és en una posició favorable per arribar al centre de Grècia i esclafar les tropes gregues acumulades darrere el Vàrdar.

### La retirada dels Aliats
Les forces de la Commonwealth comencen a prendre posició quan la notícia de la invasió alemanya arriba. El començament dels primers combats contra els alemanys a Vevi no és pas encoratjador i l'avanç ràpid dels Panzers en Tessalònica i Prílep al sud de Iugoslàvia pertorba fortament Wilson. Ha de fer front, d'ara endavant, a la perspectiva d'un atac alemany que ve de Tessalònica, mentre els Panzers del XL Cos ataquen des de la vall de Monastir. Aquesta perspectiva provoca la retirada, en principi al llarg del riu Aliákmonas, després a les Termòpiles, que els alemanys franquegen també el 23 d'abril.

### Vevi

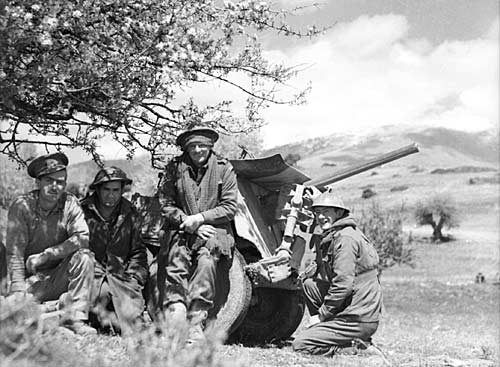
Tropes australianes a Vevi

El matí del 10 d'abril, la XL divisió de panzers avança des de Monastir a través de la vall de Monastir, amb l'objectiu d'apoderar-se de Florina, 13 km al sud de la frontera iugoslava. La 1a Divisió Leibstandarte SS Adolf Hitler es troba compromesa més al sud i arriba a la ciutat de Vevi l'11 d'abril. Els aliats decideixen intentar retardar l'avanç alemany al congost de Klidi, al sud de Vevi.
Una formació composta de grecs i de soldats de la Commonwealth, i coneguda sota el nom de Força Mackay, és reunida, com ho diu Wilson, «per parar la Blitzkrieg que baixa des de la vall de Florina». Aquesta força armada és així designada pel seu cap, el general de divisió Iven Mackay. Les unitats presents en el mateix congost de Klidi són la 19a brigada d'infanteria australiana, menys un batalló, reemplaçat per un batalló britànic del King's Royal Rifle Corps. La infanteria és reforçada per alguns equips d'artilleria britànics i australians i metrallers neozelandesos. Les altres unitats que formen la Força Mackay prenen posició sobre els flancs i a distància del congost. L'11 d'abril, els tres batallons d'infanteria són dispersats sobre un front de 16 km d'ample concentrat sobre el congost tortuós de parets abruptes.
El Kampfgruppe Witt, sota els ordres del Sturmbannführer Fritz Witt, llança una sèrie d'atacs de prova en la tarda. Aquests són rebutjats amb vigor abans de fer-se més agressius amb la caiguda de la nit. El matí del 12, trenta centímetres de neu recobreixen els pujols i nombrosos soldats aliats apostats sobre les alçades sofreixen de congelacions. Durant la nit, s'ordena la retirada cap a la Línia aliakmon.
Els alemanys llancen el seu assalt principal a les 8 hores 30. Les forces australianes sobre el flanc oest es veuen obligades a retrocedir, però contraataquen més tard i tornen a la cresta. Tanmateix, les tropes britàniques es comencen a retirar, perquè pensen que els Australians fan el mateix. Això obre el congost als alemanys. En fi segons migdia, el regiment grec del Dodecanès es comença a retirar més a l'est, i deixa exposades les tropes apostades més lluny al congost. L'arribada dels carros d'assalt alemanys segella la derrota aliada a Vevi. La infanteria australiana és obligada a una retirada caòtica. Els alemanys fan 520 presoners i no sofreixen més que 37 morts, 95 ferits i alguns presoners.
Les restes de la Força Mackay es reagrupen als voltants de Sotir.

### Olimp i Sèrvia

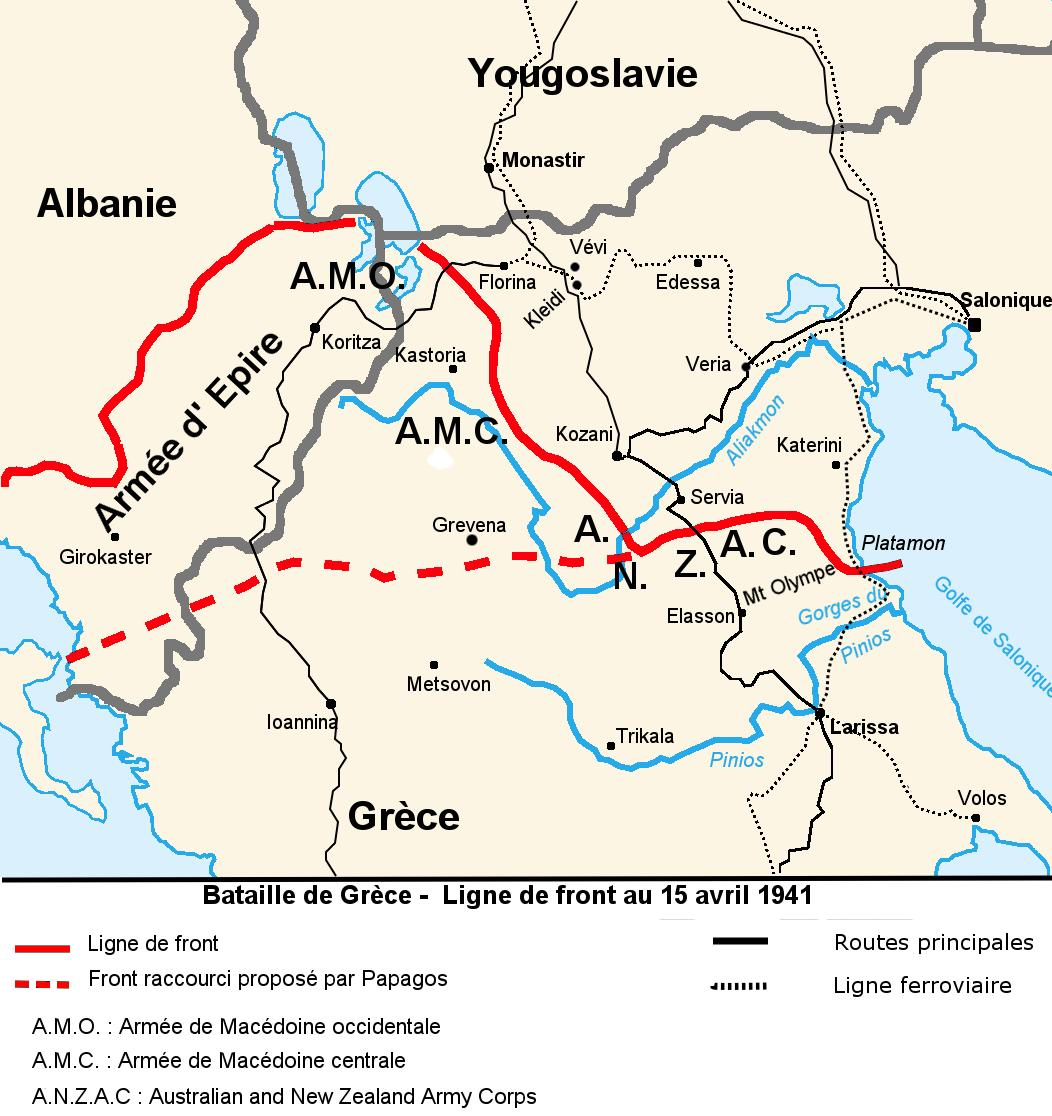
La línia del front el 15 d'abril

Al matí del 14, els Panzers de la 9a divisió assoleixen Kozani després de violents afrontaments amb els carros d'assalt i les defenses anticarros britàniques. El mateix vespre, la divisió estableix un pont que travessa l'Aliákmonas. Els Aliats es retiren, formant una línia de front prop del Mont Olimp. Aquesta defensa està composta de tres elements principals: el sector del túnel de Platamon situat entre el mont Olimp i el mar; el congost del mateix mont Olimp; i el congost de Sèrvia. En atraure els atacs sobre aquests tres congosts, aquesta nova línia defensiva ofereix un major potencial defensiu, tenint en compte les febles forces disponibles. Durant els tres dies que segueixen, l'avanç dels Panzers és aturat per aquestes posicions de muntanya molt fortificades.
El 15 d'abril, el túnel de Platamon experimenta els atacs de les tropes motoritzades alemanyes que són rebutjades pel 21è batalló neozelandès del coronel Macky, que sofreix igualment importants pèrdues. Més tard en la jornada, un regiment de blindats alemanys ataca els flancs del batalló per la costa i a l'interior, però els neozelandesos mantenen les seves posicions. Després d'haver rebut reforços en la nit del 15 al 16, la infanteria alemanya ataca a trenc d'alba els neozelandesos col·locats sobre el flanc esquerre, mentre que diverses hores més tard, els tancs passen a l'acció al llarg de les costes. Macky, llavors, aïllat de tota comunicació amb la companyia situada sobre el seu flanc esquerre i tenint dues més de les seves companyies que experimenten el foc enemic a la vall, decideix ordenar la retirada. És coberta per una companyia de reserva, posicionada sobre una cresta al sud del túnel de Platamon.
La intenció de Macky és llavors d'establir un nou front aproximadament 1,5 km més al sud, però aquesta es revela irrealitzable i la retirada prossegueix fins a la desembocadura dels colls del Pinios. Es demana a Macky de fer l'«essencial per impedir l'accés de l'enemic als colls fins al 19 d'abril, fins i tot si allò hagués de significar l'extinció [de les tropes].» Macky fa enfonsar la barcassa que permet la superació del riu en l'extrem oest dels colls i estableix una nova línia defensiva. El 21è batalló rep els reforços del 2n batalló australià i més tard del 2n i 3r batalló i pren llavors el nom de Força Allen, del nom del general de divisió Arthur Samuel Allen. El 2n i el 5è batalló i el 2n i l'11è es posicionen en el sector del poble d'Elatia, al sud-oest dels colls i tenen com a objectiu mantenir la sortida oest dels colls durant 3 o 4 dies.
El 16 d'abril, el general Wilson es reuneix amb el general Papágos per informar-lo de la seva decisió de batre's en retirada fins a les Termòpiles.

### Retirada i rendició del primer exèrcit grec
Mentre els alemanys s'endinsen al territori grec, el 1r exèrcit grec que opera a Albània és reticent a la idea de batre's en retirada. El general Wilson descriu aquesta reticència com «la doctrina fetitxista que volia que cap polzada de terreny no havia de ser concedit als italians». A causa d'aquesta reticència a cedir del terreny als italians, la retirada grega no té lloc fins al 1r d'. La retirada aliada cap a les Termòpiles obre una bretxa a través del Pinde per la qual els alemanys poden prendre l'exèrcit grec pel darrere. Un regiment SS s'encarrega d'obstaculitzar la retirada grega, en dirigir-se a l'oest cap a Métsovo i a marxar d'allà, cap a Ioannina.
Aléxandros Papágos, comandant en cap dels exèrcits grecs, pressiona les unitats gregues per arribar a la vall de Métsovo al més aviat possible, on un s'espera una ofensiva alemanya. El 18 d'abril, dia on el primer ministre Grec Alexandros Korizis se suïcida, s'assisteix a una batalla campal entre diverses unitats gregues i la 1a Divisió Leibstandarte SS Adolf Hitler. Els grecs resisteixen tant bé com malament però els falta equip de cara a unitats motoritzades i s'acaben trobant envoltats i depassats. Els alemanys continuen progressant cap a l'oest i capturen Ioannina el 19 d'abril, i tallen l'última carretera d'avituallament de l'exèrcit grec. La premsa internacional compara llavors la sort de l'exèrcit grec a una tragèdia moderna. L'historiador i ancià corresponent de guerra Christopher Buckley escriu llavors per descriure la sort de l'exèrcit grec que «aquest experimenta una autèntica catarsi aristoteliana un impressionant sentit de la futilitat de tot esforç i tot valor humà».
El 20 d'abril, el general Giorgos Tsolakoglou, comandant de les forces armades gregues a Albània, ofereix la seva rendició als alemanys. L'historiador britànic John Keegan escriu que Tsolakoglou «estava, tanmateix, tan determinat a impedir als italians gaudir d'una victòria que no mereixien, que un cop que el caràcter desesperat de la situació li va semblar evident, va obrir converses amb el comandant alemany de la divisió Segons, Sepp Dietrich, per tal d'arreglar una rendició només amb els alemanys.». El document original de la rendició no inclou els italians. Ultratjat per aquesta situació, Mussolini ordena un contraatac contra els grecs que s'acaben tanmateix de rendir. Són rebutjades per a major vergonya de Mussolini. Les protestes de Mussolini a Hitler condueixen a la firma d'un nou armistici el 23 d'abril en el qual Itàlia és inclosa. Per reconeixement envers la valentia ensenyada pels grecs, els soldats són autoritzats a tornar a les seves llars (en comptes de ser mantinguts en camps de presoners de guerra), i els oficials són autoritzats a conservar les seves armes de mà.
La rendició de Tsolakoglou no és acceptada per Aléxandros Papágos. Quan aquest s'assabenta de l'existència de converses, ordena al general Ioannis Pitsikas destituir Tsolakoglou. Però Pitsikas ja havia estat cessat per Tsolakoglou alguns dies abans.
El dia de la rendició grega, l'exèrcit búlgar entra a Grècia, ocupant el nord del país, i oferint així a Bulgària un accés al Mar Egeu a Tràcia i a Macedònia Oriental. Les forces búlgares no participen en les operacions militars. D'acord amb acords presos abans de l'ofensiva alemanya i en agraïment per haver deixat passar les tropes alemanyes, Alemanya permet a Bulgària ocupar una part de Grècia. El territori així ocupat pels búlgars s'estén del Estrímon fins a una línia de demarcació passant entre Alexandrúpoli i Svilengrad a l'oest de la Maritsa. En aquest espai geogràfic, es troben les ciutats d'Alexandrúpoli (Дедеагач, Dedeagach), Komotini (Гюмюрджина, Gyumyurdzhina), Serres (Сяр,Syar), Xanthi (Ксанти), Drama (Драма) i Kavala (Кавала), així com les illes de Tassos i Samotràcia. Bulgària ocupa igualment el que correspon actualment a Macedònia del Nord i la part oriental de Sèrbia.

### La presa de les illes del mar Egeu
Mentre que els alemanys s'endinsen al territori grec, el XII exèrcit s'encarrega de la pacificació de la Macedònia oriental, de Tràcia i de les illes de l'Egeu. El XXX cos d'exèrcit ocupa el nord-est del país, i la 50a divisió d'infanteria s'estableix a Tessalònica, on continuarà estant-hi tot el temps que duri la campanya. La 164a divisió d'infanteria s'encarrega d'assegurar les costes del mar Egeu i d'ocupar les illes. Tassos i Samotràcia són ocupades els 16 i 19 d'abril, Lemnos és capturada el 25, Mitilene i Quios cauen el 4 de maig. La captura de les illes del mar Egeu es fa sense cap dificultat real, fins i tot quan les tropes alemanyes troben algunes resistències. El transport de les tropes d'infanteria es fa a bord de petites embarcacions que els alemanys requisen als diversos ports de la costa, i que han de recórrer de vegades prop de 100 km. Com per als caserius o per a certes valls, l'ocupació succeeix més discretament sobre les illes. Per exemple, l'illa de Siros es rendeix després d'un breu bombardeig aeri: 3 soldats austríacs i un oficial subaltern entren al port, a cop de rem, i hissen la creu gammada en la seva entrada.

### Les Termòpiles

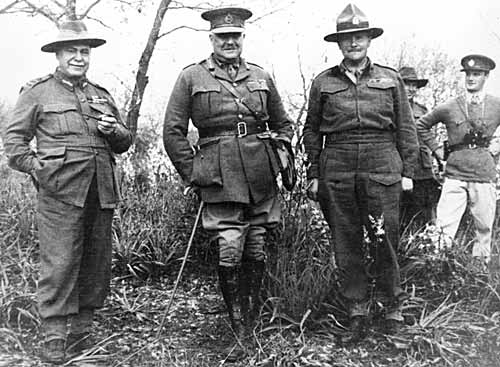
Thomas Blamey, Henry Maitland Wilson i Bernard Freyberg

Després de ser retirades dels congostos de Servia i d'Olimp, les forces britàniques s'estableixen al congost Termòpiles. El general Bernard Freyberg rep l'ordre de defensar la costa (sector neozelandès), i Mackay de defensar el poble de Bralos (sector australià). En el sector neozelandès, la 5a brigada és desplegada al llarg de la carretera costanera, sobre el peu dels pujols al sud de Lamia, i al llarg del riu Esperqueu. La 4a brigada es posiciona a la dreta on estableix patrulles de vigilància de la costa, i la 6a resta en reserva. En el sector australià, la 19a brigada (que incloïa el 2n - 4t i el 1r - 8è batallons) defensa Balos. El 19 d'abril, els 2n - 1r i 2n - 5è batallons són col·locats sota l'autoritat del general George Alan Vasey, reforçats amb el 2n i 11è batalló que havia arribat el mateix dia i en les primeres hores de l'endemà. Freyberg i Mackay informen llavors els seus subordinats que ja no hi hauria cap més retirada, ignorant tots dos les discussions mantingudes a alts nivells en relació amb l'evacuació. Després de la batalla, Mackay dit :
| « | Jo pensava que tindríem una quinzena de dies i que hauríem estat batuts pel pes del nombre. | » |

Quan la retirada és ordenada el 23 d'abril, es decideix que els dos sectors han de ser mantinguts cadascun per una brigada. Aquestes brigades, la 19a australiana i la 6a neozelandesa, han de mantenir el congost el màxim de temps possible, la qual cosa permertà així en les altres unitats de retirar-se. Vasey, comandant de la 19a brigada hauria dit: 
| « | Aquí som, aquí continuarem, costi el que costi. | » |

 Una frase que va ser interpretada pel major de brigada per «la brigada mantindria la seva posició defensiva actual sense importar que el pogués arribar.»
Els alemanys ataquen el 24 d'abril, troben una resistència feroç, perden una quinzena de carros i sofreixen pèrdues considerables. Amb aquesta acció de retardament consumada, la rere-guarda es bat en retirada en direcció a les platges d'evacuació i estableix una nova línia defensiva a Tebes.

### Bombardeig de l'istme de Corint per l'aviació alemanya
Després d'haver forçat les Termòpiles, els alemanys organitzen una operació aèria per tal de capturar els ponts que salven el canal de Corint, amb el doble objectiu de tallar la retirada dels britànics i d'assegurar el seu propi avanç a través de l'istme.
L'ofensiva és conduïda per la 1a divisió de paracaigudistes alemanya el 26 d'abril i troba l'èxit fins que una munició perduda britànica encén les càrregues explosives que destrueixen així el pont i causen fortes pèrdues. Encara que els alemanys aconsegueixen construir un pont temporal en algunes hores i que la 5a divisió Panzer entra en el Peloponès, l'atac arriba alguns dies massa tard per permetre aïllar les tropes britàniques a Grècia Central. Aconsegueixen tanmateix aïllar els australians de la 16a i 17a brigades. Al mateix temps, l'istme és assegurat i la majoria dels aliats comencen a ser evacuats de Grècia des de Calamata i d'altres petits ports.

### La caiguda d'Atenes

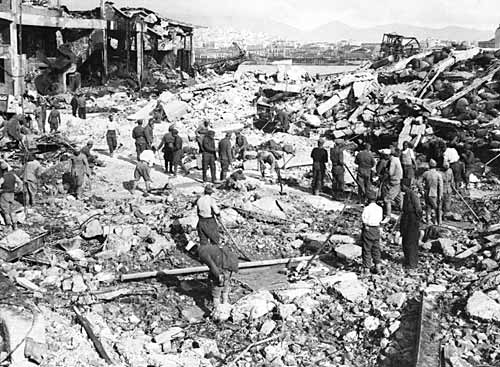
Escena de danys causats per un bombardeig alemany al Pireu el 7 d'abril de 1941

Després d'haver abandonat les Termòpiles, l'exèrcit britànic aixeca un últim front davant Atenes. El rei Jordi II i el govern d'Emmanouil Tsouderos evacuen la ciutat i es refugien a Creta el 23 d'abril. Les tropes de la 2a divisió Panzer troben una feble resistència i el 27 d'abril de 1941, les tropes alemanyes que van amb motocicleta entren a Atenes, seguides pels vehicles blindats, els carros i la infanteria. La població atenesa s'esperava l'arribada dels alemanys des de feia diversos dies i continuava estant tancada a les cases i mantenia les finestres tancades. La nit precedent, Ràdio Atenes va fer l'anunci següent:
| « | Grecs, esteu escoltant la veu de Grècia. Resteu determinats, orgullosos i dignes. Heu de mostrar-vos dignes de la vostra història. La valentia i la victòria dels nostre exèrcit ja han estat reconegudes. La virtut de la nostra causa serà també reconeguda. Hem complert amb el nostre deure honestament. Amics ! Tingueu a Grècia en els vostres cors, visqueu inspirats amb el foc del seu darrer triomf i de la glòria del nostre exèrcit. Grècia viurà encara i serà gran, perquè s'ha batut per una causa justa i per la llibertat. Germans, tingueu coratge i paciència. Sigueu valents. Triomfarem sobre aquestes proves. Grec ! Amb Grècia en els vostres esperits, he d'estar orgullosos i dignes. Hem estat una nació honesta i valents soldats. | » |

La Pàtria, ràdio clandestina alemanya que difon les seves emissions des del 18 d'abril fa pujar la febre en difondre remors inquietants.
| « | Atenesos ! No beveu aigua ! La mort us aguaita! | » |

.
S'acusava els anglesos d'haver abocat verí amb bacils de la febre tifoide al llac-reserva de Marathon.
Les tropes alemanyes van directament sobre l'Acròpoli i hi hissen la bandera nazi. En els dies que segueixen, la població atenesa i la premsa internacional es fan l'eco de diferents històries a propòsit de la bandera nazi de l'Acròpolis. Segons la versió més corrent, els alemanys van demanar a l'evzone encarregat de la guarda de la bandera grega, Konstantinos Koukidis, que baixés la bandera grega del seu pal i la reemplacés per la creu gammada. El jove soldat obeeix, però es va negar a enviar-la a les autoritats alemanyes, la va enrotllar sobre el seu cos i es va llançar de l'alçària de l'Acròpolis, cosa que va provocar la seva mort.

### Evacuació de les tropes aliades
Després d'algunes accions de resistència en el Peloponès, les tropes gregues i de la Commonwealth han de ser evacuades cap a Creta i Egipte; és l'Operació Dimoni. Wilson fixa el començament de l'evacuació pel 28 d'abril, però basant-se en l'evolució de la situació, aquesta data és avançada al 24 d'abril. Per portar a terme aquesta operació, una important flota és posada a disposició dels aliats: 6 creuers, 20 contra-torpeders, 7 destructors, 19 vaixells de transport i tota una flota de petits vaixells. La 5a brigada neozelandesa és evacuada en la nit del 24 d'abril, mentre la 4a brigada neozelandesa bloqueja l'estreta carretera que porta a Atenes. El 25 d'abril, dia de l'ANZAC, uns 5.500 australians són evacuats des de les platges de Nàuplia sobre l'HMS Perth, HMS Stuart i l'HMS Voyager. L'evacuació de 43.000 homes es perllonga fins al 28 d'abril però és pertorbada per la Luftwaffe que aconsegueix enfonsar diversos transports de tropes, en particular en el transcurs de les nits del 26 al 27 i del 27 al 28 d'abril. A Nàuplia, el transport Ulster Prince fracassa en la nit del 26 d'abril i el Hyacinth embolica el cable de remolc a la seva hèlice quan intentava ajudar l'Ulster Prince. Els dos són enfonsats per bombarders, així com el transport Slamat i els destructors HMS Diamond i HMS Wryneck. Els alemanys aconsegueixen capturar aproximadament 8.000 soldats de la Commonwealth o iugoslaus que no havien pogut ser evacuats i alliberen nombrosos soldats italians que havien estat fets presoners.
Abans d'anar-se'n de Grècia, es donen consignes precises de sabotatge: els radiadors i bateries han de ser sabotejats, els motors trencats a cops de martell, els cavalls han de ser matats i les mules donades als civils grecs. El rei ha d'intervenir personalment per impedir la destrucció dels dipòsits de carburant situats als voltants d'Atenes per tal de no posar en perill les poblacions civils.
| Evacuacions de les tropes aliades. | Evacuacions de les tropes aliades. | Evacuacions de les tropes aliades. | Evacuacions de les tropes aliades. | Evacuacions de les tropes aliades. | Evacuacions de les tropes aliades. | Evacuacions de les tropes aliades. | Evacuacions de les tropes aliades. |
| Nit                                | Calamata                           | Monembasia                         | Tolo i Nàuplia                     | Rafina i Porto Rafti               | Mègara                             | Cítera                             | Melos                              |
| ---------------------------------- | ---------------------------------- | ---------------------------------- | ---------------------------------- | ---------------------------------- | ---------------------------------- | ---------------------------------- | ---------------------------------- |
| 24-25 abril                        | -                                  | -                                  | 6.685 britànics i 15 infermeres    | 5.700                              | -                                  | -                                  | -                                  |
| 25-26 abril                        | -                                  | -                                  | -                                  | -                                  | 5.900                              | -                                  | -                                  |
| 26-27 abril                        | 8.650                              | -                                  | 4.527                              | 8.223                              | -                                  | -                                  | -                                  |
| 27-28 abril                        | -                                  | -                                  | -                                  | 4.640                              | -                                  | -                                  | -                                  |
| 28-29 abril                        | 332                                | 4.320 Neo-zelandesos               | -                                  | -                                  | -                                  | 760                                | -                                  |
| 29-30 abril                        | 33                                 | -                                  | -                                  | -                                  | -                                  | -                                  | -                                  |
| 30 abril-1 de maig                 | 202                                | -                                  | -                                  | -                                  | -                                  | -                                  | 700                                |
| Sub-total                          | 9,217                              | 4.320                              | 11,212                             | 18,563                             | 5,900                              | 760                                | 700                                |
| Total : 50,672                     |                                    |                                    |                                    |                                    |                                    |                                    |                                    |

### Batalla de Creta
Després d'haver conquerit la Grècia continental, l'Alemanya nazi va envair l'illa de Creta el 20 de maig de 1941. Des del 14 de maig, la Luftwaffe bombardeja els aeroports i els ports de l'illa. És virtualment aïllada dels reforços que podrien venir de l'Orient Mitjà. Els alemanys utilitzen forces aerotransportades en el moment d'una operació aèria de gran envergadura. Tenen com a blanc els tres grans aeròdroms de l'illa a Màleme, Réthimno i Iràklio. Troben una sorprenent resistència de part dels grecs, de les tropes del Commonwealth i dels civils. Després d'una jornada de combats, cap dels objectius no és assolit i els alemanys ja han perdut prop de 4.000 homes. El comandant Kurt Student es desespera de no poder aplicar els plans alemanys i considera el suïcidi.
L'endemà, a causa d'una mala comunicació i d'una mala aprehensió dels esdeveniments per part dels comandants aliats, l'aeroport de Màleme cau. Una vegada Màleme és assegurat, els alemanys desembarquen per milers, malgrat els dos combois desplaçats per la Royal Navy el 21 i 22 de maig., i dominen tota la part occidental de l'illa. Després de set dies de combats, els generals aliats s'adonen que hi ha tants alemanys desembarcats que tota esperança de victòria és perduda. L'1 de juny de 1941, els Aliats han evacuat totalment Creta i l'illa és completament sota control alemany. Després de les dures pèrdues sofertes per les tropes d'elit aerotransportades, Hitler desterra tota idea d'operació aerotransportada per a les batalles futures. El general Kurt Student dirà que Creta és «el cementiri dels paracaigudistes alemanys» i una «victòria desastrosa».
A Creta, els Britànics disposaven de 1.512 oficials i 29.900 homes de tropa; els grecs tenien 474 oficials i 10.977 homes de tropa, entre els quals els cadets de l'Escola militar i de l'Escola de Gendarmeria, així com 3 a 4.000 civils; els alemanys havien compromès 22.750 soldats i oficials i 1.370 avions. Les pèrdues alemanyes són estimades en 8.000 homes i 370 avions destruïts o malmesos.

## Avaluació

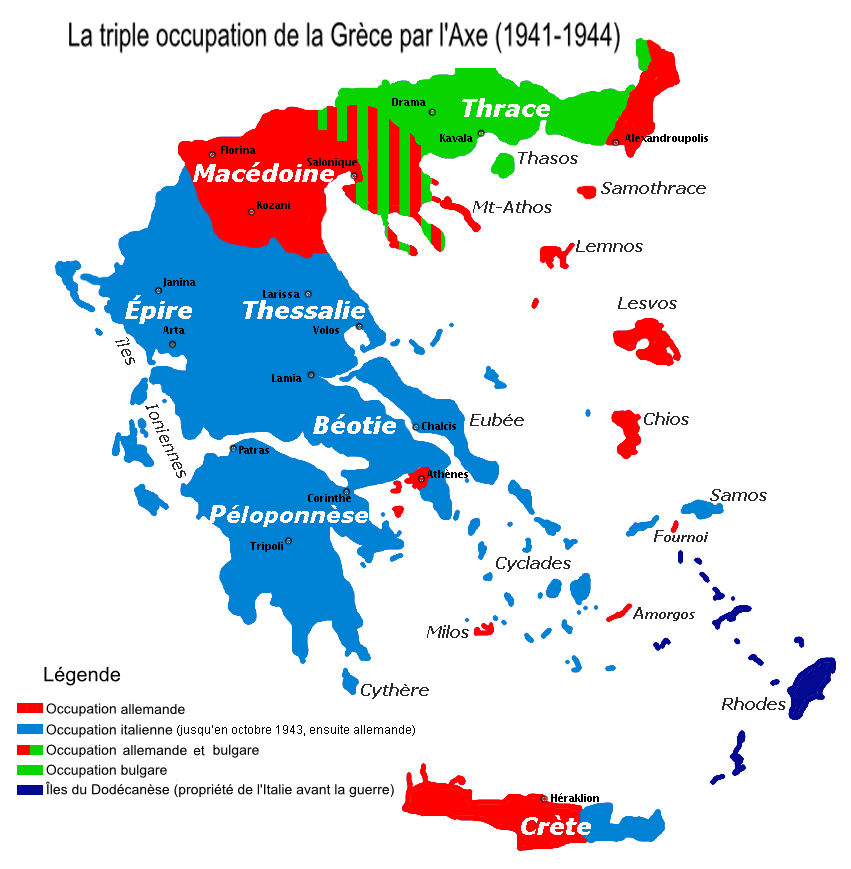
Mapa que mostra l'ocupació tripartida de Grècia entre 1941 i 1944 (Alemanya en vermell, Itàlia en blau i Bulgària en verd.

La velocitat de progressió dels carros d'assalt alemanys a través de les muntanyes dels Balcans i l'eficàcia del camp alemany sorprèn els estats majors del món sencer. La batalla de Grècia s'acaba, doncs, amb una victòria alemanya guanyada en un temps rècord. Els britànics no posseïen forces necessàries per portar de manera simultània accions a l'Àfrica del nord i als Balcans. De més, sembla que fins i tot si haguessin estat capaços d'oposar-se a l'avanç alemany, no haurien pogut tenir els mitjans per portar un contraatac a través dels Balcans. Entre les raons que expliquen la victòria alemanya, algunes són d'una importància significativa:
- la superioritat de les tropes alemanyes al sòl i dels seus equips;
- la supremacia aèria alemanya;
- la inadequació del grup expedicionari britànic;
- la manca de mitjans i d'homes de l'exèrcit grec;
- la manca de cooperació entre els britànics, els grecs i les forces iugoslaves K;
- la neutralitat turca;
- la caiguda ràpida de Iugoslàvia.[92]

Al mateix temps, les tropes gregues i aliades van oposar el que molts historiadors consideren com una increïble resistència, tenint en compte els seus recursos limitats. L'historiador John Keegan va escriure que «el camp de Grècia havia estat una guerra de cavallers, amb honor donat i acceptat de part de cada adversari».
Altres factors diferents de la mera potència militar alemanya podrien explicar la derrota de Grècia. Està demostrat que alguns anunciaven sentiments pronazis en l'exèrcit i l'administració grecs. Així, fins i tot abans de l'atac alemany, el general Theódoros Pàngalos, que ja havia governat Grècia de manera dictatorial el 1926, va contactar l'encarregat d'assumptes alemany a Atenes el 6 de març. Li proposava un «cop d'estat» durant el qual ell prendria el poder i després s'uniria l'Eix. El general Giorgios Tsolakoglou que dirigia l'exèrcit de Macedònia occidental, va esdevenir el primer cap del govern durant el període d'ocupació; i el cap de la policia atenesa posseïa fotos dedicades de Hitler i de Goebbels enganxades als costats de les de Metaxàs i del rei. Finalment, el ministre de la defensa, Papadimas, hauria donat un permís per a Pasqua a les tropes que sostenien el front del centre, allà on la pressió alemanya es mostrava més forta. Alexandros Korizis, el successor de Metaxàs s'hauria suïcidat per no haver sabut convèncer el seu aparell d'Estat de resistir a les forces nazis.
Les pèrdues alemanyes, van ser oficialment de 5.000 homes, dels quals 1.100 morts, al final de les operacions. Les pèrdues reals serien, segons les estimacions, d'11.500, dels quals 2.500 morts. Els Aliats haurien perdut aproximadament un quart dels seus 58.000 homes, dels quals 11.000 presoners. Les pèrdues italianes es van elevar a aproximadament 100.000 homes en el període de sis mesos que la va enfrontar a Grècia.
Al final de la batalla de Grècia, el país és obligat a retirar-se del conflicte i és dividit en tres zones d'ocupació entre els alemanys, els búlgars i els italians, fins a la rendició d'Itàlia el 1943 i després a la retirada de les tropes alemanyes en octubre de 1944.

## Conseqüències sobre el curs de la Segona Guerra mundial
La resistència grega és un punt d'inflexió en el curs de la Segona Guerra Mundial. Certs historiadors tals com John Keegan pensen que la invasió alemanya de Grècia va retardar la invasió de la unió soviètica per l'eix almenys sis setmanes. Hitler va planificar la invasió de la Unió Soviètica per al 15 de maig de 1941, però no va poder tenir lloc abans del 22 de juny. Aquest retard es va revelar fatal, ja que va obligar les forces de l'Eix a batre's durant l'hivern rus. L'exèrcit alemany va ser incapaç de capturar Moscou i el seu avanç cap al Caucas va ser encara més retardat. Adolf Hitler en el moment d'una discussió amb Leni Riefenstahl hauria dit que «si els italians no haguessin envaït Grècia i no haguessin demanat la nostra ajuda, la guerra hauria pogut prendre un curs diferent. Ens hauríem avançat al fred rus diverses setmanes i hauríem conquerit Leningrad i Moscou. No hi hauria hagut cap Stalingrad.». D'altres historiadors, com ara Antony Beevor pensen que no fou la resistència grega el que va retardar la invasió de la Unió Soviètica per l'Eix, sinó més aviat la lenta construcció de pistes d'aterratge a l'est d'Europa. Per a l'historiador Basil Liddell Hart, va ser més el cop d'estat inesperat del 27 de març de 1941 a Iugoslàvia, mentre el país s'acabava de lligar per un pacte a l'Eix, cosa que va provocar aquest retard. Hitler va decidir el mateix dia d'envair Iugoslàvia, cosa que va provocar la seva decisió de retardar la invasió de Rússia.
L'ocupació de Grècia per l'Eix es va revelar una tasca difícil i costosa. L'ocupació va engendrar la creació de diversos grups de resistència. Aquests es van llançar a una guerrilla contra els ocupants i van establir xarxes d'espionatge. Aquesta resistència enèrgica va forçar l'Eix a mobilitzar centenars de milers de soldats a Grècia, quan haurien pogut ser útils en un altre lloc. Es veieren actes heroics de resistència dia a dia, com ara el robatori de la bandera nazi que onejava sobre l'Acròpolis, per part Manolis Glezos i Apóstolos Sandas, o la destrucció del pont de ferrocarril de les gorges del Gorgopotamos. Els civils grecs van sofrir terribles proves engendrades per una ocupació brutal. Segons l'historiador rus Vadim Erlikman, Grècia va perdre 435.000 habitants entre 1940 i 1945
D'un altre costat, la decisió d'enviar tropes britàniques a Grècia va ser condemnada per certs militars que coneixien bé la situació a la Mediterrània, entre els quals el general Francis de Guingand de l'estat major interarmes del Caire. El general Alan Brooke va qualificar aquesta empresa de «verdadera enganyifa estratègica», ja que havia pres a Archibald Wavell les forces necessàries per a la seva conquesta de Líbia després de l'Operació compass, o per impedir progressar a Erwin Rommel i a l'Afrika Korps. De fet, això va perllongar la campanya del desert oriental que hauria pogut ser conclosa el 1941.

## Homenatge a la resistència grega
La resistència grega va rebre un homenatge considerable de part dels oficials alemanys. Wilhelm Keitel, comandant suprem de les forces armades alemanyes dit en el transcurs del Procés de Nuremberg: «La increïble resistència dels grecs va retardar d'un o dos mesos vitals l'ofensiva alemanya contra Rússia; sense aquest retard, la sortida de la guerra hauria estat diferent sobre el front de l'est i per a la guerra en general.» Adolf Hitler va ordenar que cap grec no havia de ser fet pres i que els que ho eren havien de ser alliberats tot seguit per respecte a la seva valentia.
Hitler en un discurs al Reichstag el 1941 va dir a propòsit de la campanya: «Ha de ser dit, per al respecte de la veritat històrica, que entre tots els nostres opositors, només els grecs s'han batut amb tant valor i desconfiança envers la mort.». Al diari de Joseph Goebbels, a la pàgina del 9 d'abril de 1941, es pot llegir: «Prohibeixo en la premsa subestimar Grècia, i difamar els grecs…; El Führer admira la valentia dels grecs. ».
La resistència grega va rebre igualment l'homenatge de la resta del món. Winston Churchill hauria dit així: «No direm que els grecs combaten com a herois, sinó que els herois combaten com els grecs.» El president americà Franklin Roosevelt va dir que «tots els pobles lliures estan molt impressionats pel valor i la tenacitat de la nació grega…; que es defensa a si mateixa d'una manera tan valenta.» Ióssif Stalin, en una carta oberta llegida sobre les ones de Ràdio Moscou va dir que «el poble estarà eternament agraït als grecs per haver retardat l'exèrcit alemany durant el temps suficient perquè l'hivern s'instal·li, la qual cosa ens ha donat el temps preciós que necessitàvem per preparar-nos. No ho oblidarem mai.»